# Mar dos Cosmonautas

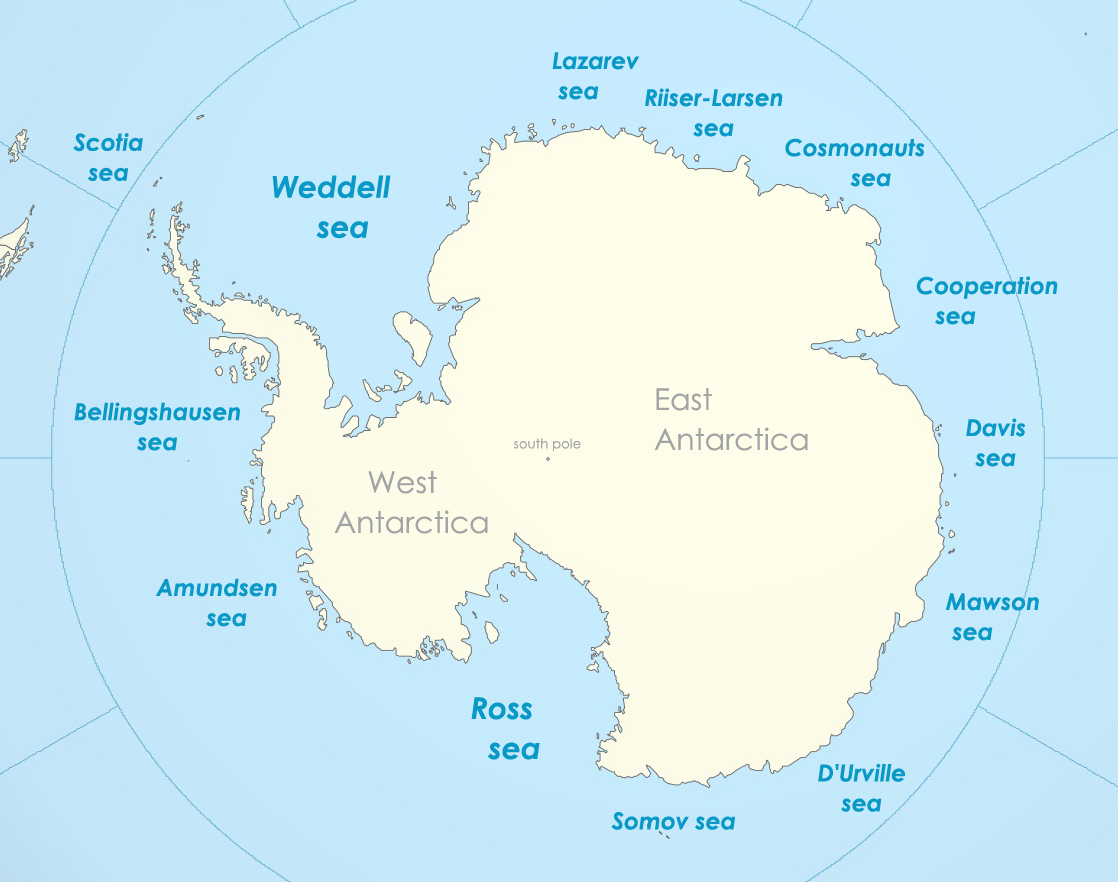
O Mar dos Cosmonautas faz parte do Oceano Antártico.

O Mar dos Cosmonautas (do russo: Море Космонавтов) é um mar marginal do Oceano Antártico, situado a sul do Índico. Fica entre o mar de Riiser-Larsen a oeste e o mar da Cooperação a leste, entre os 34°E e os 54°E. A cordilheira submarina Gunnerus, que prolonga a península de Riiser-Larsen, é a fronteira natural com o mar de Riiser-Larsen. O cabo Batterbee (53° 48' E), extremo norte da Terra de Enderby, marca o limite com o mar da Cooperação. O seu limite norte é considerado corresponder ao paralelo 65 S, mas pode ser considerado como o extremo sul da bacia Africano-Antártica. 
O nome foi dado em 1962 em homenagem aos primeiros astronautas soviéticos pela Expedição Antártica Soviética, durante a qual os participantes o identificaram como um mar independente dentro do oceano Austral. 